# Meca-Medina-Entscheidung
Als Meca-Medina-Entscheidung wurde die Entscheidung des Europäischen Gerichtshofs (EuGH) in der Rechtssache C-519/04 P aus dem Jahr 2006 bekannt, wonach der EuGH in der Europäischen Union die Wettbewerbsregeln des EG-Vertrags auch auf Beschlüsse und Satzungen von Sportverbänden anwenden will.

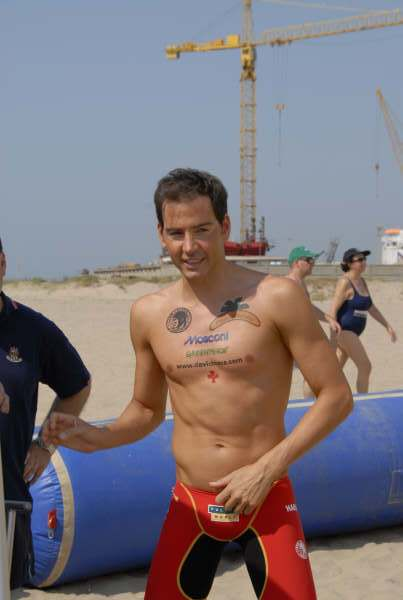
Der Kläger, David Meca Medina, 2006

Die Entscheidung ist benannt nach dem spanischen Langstreckenschwimmer David Meca Medina, der vor dem Gerichtshof gegen seine zweijährige Sperre wegen Dopings geklagt hatte.
Rechtswissenschaftler sehen die Entscheidung für die europäischen Sportverbände als ähnlich weitreichend wie die Bosman-Entscheidung aus dem Jahr 1995 an.
Meca Medina hatte ebenso wie sein Sportskollege Igor Majcen bei der Europäischen Kommission Beschwerde gegen die Dopingkontrollregeln des Internationalen Schwimmverbandes FINA eingelegt, weil diese angeblich in unzulässiger Weise in ihre wirtschaftliche Handlungsfreiheit eingriffen. Die EU-Kommission wies die Beschwerde zurück, weil die FINA-Regelungen nur sportliche Belange beträfen. Auch das  Europäische Gericht (EuG) stellte sich auf diesen Standpunkt. Der EuGH, bei dem die Sportler Revision eingelegt hatten, hob das Urteil des EuG zwar auf, wies die Klage aber trotzdem ab.
In der Urteilsbegründung lässt der EuGH anklingen, die Wettbewerbsregeln der EU seien generell auf Regelungen von Sportverbänden anwendbar. Nur in Einzelfällen könne davon eine Ausnahme gemacht werden, wenn es sich um ausschließlich sportliche Fragen handle, die den Wettbewerb nicht tangierten.
Im Fall der klagenden Schwimmer kommt der EuGH allerdings zu dem Schluss, dass die Dopingkontrollregeln keine verbotene Wettbewerbsbeschränkung darstellten, weil sie einem legitimen Zweck dienten.